# ポール・ウィリアムス (バスケットボール)
ポール・ウィリアムス（Paul Williams、1983年7月11日 - ）は、アメリカ合衆国のプロバスケットボール選手。ポジションはセンター。

## 来歴
ジョージア州出身で2007年にセントボナベンチャー大学を卒業。
2007-08シーズンはスペイン（LEB)のC.B.タラゴナと契約してプロ選手となる。2008-09シーズンからの2シーズンはアビラに所属。
2010-11シーズンはイギリス・ブリティッシュ・バスケットボール・リーグ（BBL）のシェフィールド・シャークスに移り、1試合平均13.4得点、8.4リバウンドを記録。
2011-12シーズンはプリマス・レイダーズに移籍し、44試合の出場で1試合平均15.6得点、11.2リバウンドを記録し、2012 BBL Center of the year （最優秀センター）を受賞した。
2012-13シーズンはbjリーグの高松ファイブアローズに所属。背番号は7。レギュラーシーズン50試合に出場して1試合平均12.4得点、9.1リバウンド。2013年2月24日の滋賀レイクスターズ戦でシーズンハイの27得点19リバウンド。フィールドゴール成功率は58.7パーセントでリーグ2位。ブロックショットは1.4本でリーグ9位。
2013-14シーズンも高松と契約。背番号は31に変更。12月は1試合平均11.5得点、13.9リバウンドを記録して、チームの月間6勝2敗の好成績に貢献したことが評価されて月間MVPを受賞した。レギュラーシーズン通算ではチームで唯一人全52試合にスターターとして出場し、FG成功率53.8パーセント（リーグ10位）で1試合平均得点13.6点、リバウンドは11.2本（リーグ5位）を記録した。
2014-15シーズンは青森ワッツに移籍。背番号は13。

## 主な成績
| シーズン         | チーム | GP | GS | MPG  | FG%  | 3P%  | FT%  | RPG  | APG | SPG | BPG | TO  | PPG  |
| ---------------- | ------ | -- | -- | ---- | ---- | ---- | ---- | ---- | --- | --- | --- | --- | ---- |
| bjリーグ 2012-13 | 高松   | 50 | 44 | 26.8 | .587 | .000 | .449 | 9.1  | 1.6 | 0.4 | 1.4 | 2.5 | 12.4 |
| bjリーグ 2013-14 | 高松   | 52 | 52 | 31.1 | .538 | ---  | .554 | 11.2 | 1.8 | 0.6 | 1.2 | 2.8 | 13.6 |
| bjリーグ 2014-15 | 青森   | 49 |    | 27.8 | .533 | ---  | .691 | 8.9  | 2.5 | 0.6 | 0.4 | 3.5 | 12.6 |